# Acacia grandifolia
Acacia grandifolia — вид квіткових рослин з родини бобових. Ареал: Австралія (Квінсленд).

## Середовище
Часто розташовується серед відслонень пісковику, росте на піщаних або неглибоких кам'янистих ґрунтах, які походять з базальту. Зустрічається в горбистій місцевості з різними схилами та фасонами, в балках, на рівнинах і на гребенях пагорбів і добре росте на порушеному ґрунті та вздовж доріг.

## Біоморфологічна характеристика
Зазвичай дерево досягає максимальної висоти 8 метрів. Має темно-коричневу кору з глибокими борознами. Гострокутасті й міцні гілочки густо вкриті м'якими оксамитовими сірими волосками. Вічнозелені асиметрично-еліптичні філодії більш-менш прямі, від 7,5 до 15 см завдовжки й від 20 до 50 мм ушир. Філодії жорсткі та шкірясті, мають три-чотири жовтуваті головні жилки. Цвіте з липня по жовтень, утворюючи золотисті квітки. Він виробляє циліндричні квітконоси довжиною від 4 до 9,5 см, за якими слідують стручки, які стиснуті між насінням і підняті над ними. Стручки від 6 до 8 см завдовжки й від 5 до 6 мм ушир із поздовжньо розташованими насінням усередині.